# Jorge Marco de Oliveira Moraes
Jorge Marco de Oliveira Moraes, genannt Jorge, (* 28. März 1996 in Rio de Janeiro) ist ein brasilianischer Fußballspieler. Der Linksfuß wird vorwiegend als linker Verteidiger eingesetzt.

## Karriere
Jorge erlernte das Fußballspielen beim Futsal an der Copacabana und in der Halle. Seine Fußballlaufbahn begann er in der Jugendabteilung von CR Flamengo. Bei diesem schaffte der Spieler 2014 auch den Sprung in den Profikader. Am 16. März spielte er in der Staatsmeisterschaft von Rio de Janeiro gegen den Bangu AC von Beginn an. In der Saison saß er zwar noch verschiedentlich auf der Bank, kam aber zu keinen weiteren Einsätzen im Profikader des Klubs. Jorge kam in der Saison 2015 dann zu häufigeren Einsätzen. Insgesamt einen in der Staatsmeisterschaft, drei im Copa do Brasil und 22 in der Campeonato Brasileiro Série A 2015. Das erste Série A Spiel bestritt der Spieler am 2. Juli gegen den Joinville  EC. Sein erstes Tor als Profi erzielte er in dem Jahr in der dritten Runde des Copa do Brasil am 16. Juli gegen den Náutico Capibaribe. In dem Spiel erzielte er in der 51. Minute den Treffer zu 1:0-Führung (Entstand-2:0). Seinen Einstand auf internationaler Klubebene gab Jorge in Copa Sudamericana 2016. Gegen den Figueirense FC stand er am 1. September 2016 in der Startelf und erzielte in der 28. Minute das Tor zum 2:1 (Entstand-3:1).
Im Februar 2017 wechselte Jorge zum AS Monaco. Sein Debüt für Monaco gab Jorge am 1. März 2017 gegen Olympique Marseille im Pokalwettbewerb. Sein erstes Spiel in Ligue 1 bestritt Jorge in der Saison 2016/17 am 20. Mai 2016 gegen Stade Rennes. In dem Spiel erzielte er in der 78. Minute nach Vorlage von Djibril Sidibé seinen ersten Ligatreffer. Für Monaco spielte Jorge am 13. September 2017 das erste Mal auf europäischer Bühne. In der UEFA Champions League trat man in der Saison 2017/18 in der Gruppe G auf RB Leipzig.
Am 31. August 2018 wurde bekannt, dass Jorge für ein Jahr an den FC Porto ausgeliehen wird. Der Kontrakt enthielt eine Kaufoption. Die Kaufoption wurde von Porto nicht wahrgenommen. Im März 2019 wurde Jorge an den FC Santos ausgeliehen. Die Leihe wurde bis zum Ende der Série A 2019 befristet. Anfang 2020 wurde Jorge bei Monaco in zwei Spielen im Pokal eingesetzt. Nachdem er zu keinen weiteren Einsätzen mehr gekommen war, wurde er Anfang Oktober an den FC Basel ausgeliehen. Die Leihe wurde bis zum Ende der Saison 2020/21 befristet. Am 16. Dezember im Spiel gegen den BSC Young Boys erlitt Jorge in der 62. Minute einen Kreuzbandriss und fiel bis Saisonende aus. Im Juli 2021 kehrte er nach Brasilien zurück und schloss sich dem Erstligisten SE Palmeiras an. Am 27. November 2021 konnte Jorge mit dem Klub die Copa Libertadores 2021 gegen Flamengo Rio de Janeiro gewinnen. Nach dem Sieg in der Staatsmeisterschaft 2022, konnte Jorge mit Palmeiras im November deren elften nationalen Meistertitel feiern.
Zur Saison 2023 wurde Jorge an Fluminense FC ausgeliehen. Die Leihe wurde bis Jahresende 2023 befristet. Im April des Jahres konnte er mit dem Klub den Gewinn der Staatsmeisterschaft feiern. Am 21. Februar erlitt er im Training eine Verletzung des vorderen Kreuzband und Meniskus des rechten Knies und musste operiert werden. Im Zuge der Austragung der Série A 2023 und der Copa Libertadores 2023 stand er daher in keinem Spiel im Kader. Im Dezember wurde die Rückkehr zum FC Santos zur Saison 2024 bekannt, wiederum im Zuge eines Leihgeschäftes. Dieses wurde im März 2024 vorzeitig beendet. Noch am selben Tag wurde auch sein bis Jahresende 2025 laufender Vertrag mit Palmeiras gekündigt.
Im April unterzeichnete Jorge dann einen Kontrakt beim Clube de Regatas Brasil für die Austragung der Série B 2024. Im September wurde der Vertrag wieder aufgelöst. Seitdem ist er ohne neue Anstellung.

## Erfolge
Flamengo
- Staatsmeisterschaft von Rio de Janeiro: 2014

Monaco
- Ligue 1 2016/17

Palmeiras
- Copa Libertadores: 2021
- Recopa Sudamericana: 2022
- Staatsmeisterschaft von São Paulo: 2022
- Campeonato Brasileiro de Futebol: 2022

Fluminense
- Staatsmeisterschaft von Rio de Janeiro: 2023

## Auszeichnungen
Brasilien U-20
- Turnier von Toulon: 2015 – bester Linksverteidiger

Fluminense
- Prêmio Craque do Brasileirão: Auswahl des Jahres 2016
- Bola de Prata: 2019[18]